# Shane Perkins
Shane Perkins (né le 30 décembre 1986 à Melbourne) est un coureur cycliste sur piste australien, naturalisé russe. Avec l'Australie, il est notamment double champion du monde de keirin en 2011 et de vitesse par équipes en 2012. Il a également obtenu une médaille de bronze en vitesse individuelle aux Jeux de Londres en 2012. Après sa non-sélection aux Jeux de Rio de 2016, il décide de prendre la nationalité russe à partir d'août 2017.

## Biographie

### Jeunesse et débuts
Shane Perkins est né à Melbourne. Son père, Daryl Perkins, a participé aux Jeux de 1964 en cyclisme sur piste. Durant son enfance, Shane Perkins joue au cricket, au football et au basket-ball. Il pratique le basket-ball à un niveau national de 7 à 14 ans, avant d'abandonner, faute de motivation. Il découvre ensuite le BMX pendant un court moment et commence à faire du vélo en 1999 avec son père, qui avait lui-même été un cycliste de haut-niveau.
Son premier club de cyclisme est le Carnegie Caulfield Cycling Club. Il obtient sa première médaille lors des championnats de l'état de Victoria à Northcote : une médaille d'or lors de l'épreuve de vitesse individuelle, où il bat son ami et rival Michael Ford. Dans les trois mois qui suivent, il se qualifie pour participer aux Championnats nationaux australiens U15 à Sydney, où il remporte deux médailles d'or et bat deux records nationaux. Dans toutes les catégories, il s'adjuge de nombreux titres de champion national et bat deux autres records australiens. Il devient boursier au sein de l'Australian Institute of Sport et du Victorian Institute of Sport.

### Carrière avec l'Australie
À Los Angeles, en 2004, Perkins devient champion du monde chez les juniors de vitesse et du keirin. Il est néanmoins contrôlé positif à la méthamphétamine après la finale du keirin le 29 juillet. Son affaire est renvoyée devant le Tribunal Arbitral du Sport en novembre 2004. La Cour prend en compte des circonstances atténuantes, acceptant la version de Perkins qui déclare avoir utilisé un stimulant par inadvertance. Une déclaration de la Fédération australienne explique qu'« en Amérique, Perkins a acheté un inhalateur nasal de la même marque qu'il utilise régulièrement en Australie sans se rendre compte qu'il contenait un ingrédient actif différent, à savoir la méthamphétamine, qui figure sur la liste des produits interdits »,. Il est suspendu six mois du 16 novembre 2004 au 15 mai 2005 et est disqualifié du keirin. Cependant cette disqualification n'est reprise par aucun site de palmarès et le deuxième de la course, son compatriote Daniel Thorsen n'a jamais officiellement récupéré la médaille d'or.
Il est sélectionné pour représenter l'Australie aux Jeux du Commonwealth de 2006 dans sa ville natale, Melbourne. Il remporte une médaille de bronze en vitesse par équipes, devenant ainsi le plus jeune cycliste australien à remporter une médaille aux Jeux du Commonwealth. Cette année, il obtient le même résultat aux mondiaux de Bordeaux.
En 2010, il est vice-champion du monde de vitesse (battu en finale par Grégory Baugé) et remporte la médaille d'or lors l'épreuve de vitesse des Jeux du Commonwealth de 2010 à Delhi. Ses Jeux du Commonwealth de 2010 ne sont toutefois pas totalement couronnés de succès, puisqu'il est disqualifié de la demi-finale du keirin masculin. Relégué en finale pour les places 7 à 12, il insulte les juges en franchissant la ligne d'arrivée. Plus tard, il s'excuse et se retire de la vitesse par équipes. 
L'année suivante, il devient champion du monde de keirin, son premier titre mondial.
En 2012, il devient champion du monde de vitesse par équipes, avec Scott Sunderland et Matthew Glaetzer. Lors des Jeux olympiques de Londres en 2012, il est sélectionné pour les trois épreuves du sprint. Il décroche la médaille de bronze en vitesse individuelle, termine quatrième de la vitesse par équipes et cinquième du keirin.
Aux Jeux du Commonwealth de 2014, il fait partie de l'équipe qui remporte la médaille de bronze au sprint en vitesse par équipes. À partir de 2015, il n'est plus sélectionné pour les grandes épreuves internationales.

### 2017-2021: changement de nationalité
Après avoir raté les Jeux olympiques d'été de 2016, il annonce le 15 février 2017, qu'il est en train d'acquérir la citoyenneté russe dans le but de représenter la Russie aux Jeux olympiques d'été de 2020, tout en continuant à résider et à s'entraîner à Brisbane. Cette décision est accueillie avec surprise et perplexité dans son pays natal. 
Entre les grandes compétitions, il participe à des compétitions de keirin, au Japon, où il s'entraîne avec le Russe Denis Dmitriev qui a également joué un rôle dans ce choix de carrière.
En août 2017, Perkins obtient officiellement la citoyenneté russe par le biais d'un décret de Vladimir Poutine. Aux championnats nationaux, il remporte l'or en vitesse par équipes avec l'équipe de Moscou, la médaille d'or en keirin et la médaille de bronze en vitesse.
Il fait ses débuts internationaux aux championnats d'Europe 2017, en Allemagne. Avec Pavel Yakushevskiy et Denis Dmitriev, il prend la quatrième place de la vitesse par équipes. Lors du keirin, Perkins gagne sa première médaille européenne (médaille d'argent), battu seulement par l'Allemand Maximilian Levy.
Son grand objectif reste d'être sélectionné par la Russie pour les Jeux olympiques de Tokyo, mais ceux-ci sont reportés en août 2021 en raison de la pandémie de Covid-19. Alors qu'il est confiné en Australie, les limitations de voyage depuis l'Australie, l'empêchent de participer aux différentes compétitions de sélection dans son pays d'adoption. Il perd donc l'opportunité d'être sélectionné dans une des épreuves olympiques et met un terme à sa carrière de coureur dès le mois de juin 2021. 

### Reconversion dans le culturisme
Depuis la fin de sa carrière sportive, Shane Perkins se consacre au culturisme avec sa femme Kristine. Il remporte ses premiers succès en compétition en 2021,.

## Vie privée
Après une bagarre à l'extérieur d'une boîte de nuit à Adélaïde en mai 2007, Shane Perkins est suspendu pendant trois mois de l'équipe nationale australienne et est également condamné à payer une amende.
En février 2008, des vives tensions ont lieu entre Perkins et son rival pour la sélection olympique, Ryan Bayley. À plusieurs reprises, de nombreux incidents impliquent les deux sprinteurs lors d'épreuve sur piste. Tous les deux sont notamment sanctionnés par les commissaires  lors des championnats nationaux, qualificatif pour les Jeux olympiques de 2008. Bayley chute lorsque Perkins le percute pendant une course, provoquant un trou à l'arrière de son maillot,. La relation entre les deux coureurs prend une autre dimension lorsque Perkins annonce son engagement avec la jeune sœur de Bayley, Kristine Bayley. Pendant des années, les deux hommes ne se parleront plus.
Perkins et Kristine Bayley ont deux enfants. Ils se sont mariés en novembre 2009.

## Palmarès

### Jeux olympiques
- Londres 2012
  -  Médaillé de bronze de la vitesse individuelle
  - 4e de la vitesse par équipes
  - 5e du keirin

### Championnats du monde
- Bordeaux 2006
  -  Médaille de bronze de la vitesse par équipes
- Palma de Majorque 2007
  - 6e du keirin
- Manchester 2008
  - 11e du keirin
  - 12e de la vitesse
- Pruszków 2009
  - 4e de la vitesse
  - 7e du keirin
- Ballerup 2010
  -  Médaille d'argent de la vitesse individuelle
  - 10e du keirin
- Apeldoorn 2011
  -  Champion du monde de keirin
  - 6e de la vitesse individuelle
- Melbourne 2012
  -  Champion du monde de vitesse par équipes (avec Scott Sunderland et Matthew Glaetzer)
  - 4e de la vitesse individuelle
- Cali 2014
  - 6e de la vitesse par équipes
  - 8e du keirin
  - 8e de la vitesse individuelle
- Saint-Quentin-en-Yvelines 2015
  - 6e de la vitesse par équipes
  - 17e du keirin

### Championnats du monde juniors
- 2003
  - 4e de la vitesse par équipes juniors
  - 7e de la vitesse juniors
  - 13e du kilomètre juniors
- 2004
  -  Champion du monde du keirin juniors[15]
  -  Champion du monde de vitesse juniors
  -  Médaillé de bronze de la vitesse par équipes juniors

### Coupe du monde
- 2005-2006
  - 3e de la vitesse par équipes à Los Angeles
- 2006-2007
  - Classement général du keirin
  - 1er du keirin à Manchester
  - 3e du keirin à Los Angeles
  - 3e de la vitesse par équipes à Manchester
- 2008-2009
  - Classement général de la vitesse
  - 1er de la vitesse à Melbourne
  - 2e de la vitesse à Manchester
  - 3e de la vitesse à Pékin
- 2009-2010 
  - 1er de la vitesse à Melbourne
  - 1er de la vitesse par équipes à Melbourne (avec Scott Sunderland et Daniel Ellis)
  - 2e de la vitesse par équipes à Pékin
- 2010-2011
  - 1er de la vitesse à Melbourne
  - 3e de la vitesse par équipes à Melbourne
- 2011-2012
  - 2e de la vitesse par équipes à Astana
  - 3e de la vitesse à Astana
- 2013-2014
  - 3e de la vitesse à Manchester
  - 3e du keirin à Aguascalientes
  - 3e de la vitesse par équipes à Aguascalientes
- 2014-2015
  - 2e de la vitesse par équipes à Londres
  - 2e du keirin à Cali
- 2017-2018
  - 1er de la vitesse par équipes à Santiago (avec Denis Dmitriev et Pavel Yakushevskiy)
- 2018-2019
  - 3e de la vitesse par équipes à Saint-Quentin-en-Yvelines
- 2019-2020
  - 2e du keirin à Cambridge

### Jeux du Commonwealth
- New Delhi 2010
  -  Médaillé d'or de la vitesse
- Glasgow 2014
  -  Médaillé de bronze de la vitesse par équipes

### Championnats d'Océanie
| Édition / Épreuve | Keirin | Vitesse individuelle | Vitesse par équipes                        |
| 2006              |        | Bronze               | Or (avec Scott Sunderland et Joel Leonard) |
| 2007              | Bronze | Argent               |                                            |
| 2008              | Or     | Argent               | Or (avec Scott Sunderland et Daniel Ellis) |
| 2013              |        |                      | Argent                                     |
| 2014              |        | Bronze               | Argent                                     |

### Championnats d'Europe
| Édition / Épreuve | Keirin | Vitesse par équipes |
| Berlin 2017       | Argent | 4e                  |

### Jeux d'Océanie
- 2007
  -  Médaillé d'or de la vitesse
  -  Médaillé de bronze de la vitesse

### Championnats nationaux
- 2003
  -  Champion d'Australie de vitesse juniors
  -  Champion d'Australie du kilomètre juniors
- 2004
  -  Champion d'Australie de vitesse juniors
- 2007
  -  Champion d'Australie de vitesse par équipes (avec Joel Leonard et Mark French)
- 2008
  -  Champion d'Australie de vitesse par équipes (avec Shane Kelly et Mark French)
- 2009
  -  Champion d'Australie de vitesse
  -  Champion d'Australie du keirin
  -  Champion d'Australie du kilomètre
  -  Champion d'Australie de vitesse par équipes (avec Jason Niblett et Joel Leonard)
- 2011
  -  Champion d'Australie de vitesse
  -  Champion d'Australie du keirin
- 2014
  -  Champion d'Australie du keirin
- 2016
  -  Champion d'Australie du keirin
- 2017
  -  Champion de Russie du keirin
  -  Champion de Russie de vitesse par équipes (avec Aleksander Sharapov et Nikita Shurshin)
- 2018
  -  Champion de Russie du keirin
  -  Champion de Russie de vitesse par équipes (avec Aleksander Sharapov et Nikita Shurshin)